# Western Interior Seaway

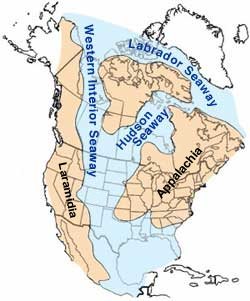
De geografie van Noord-Amerika in het Laat-Krijt.

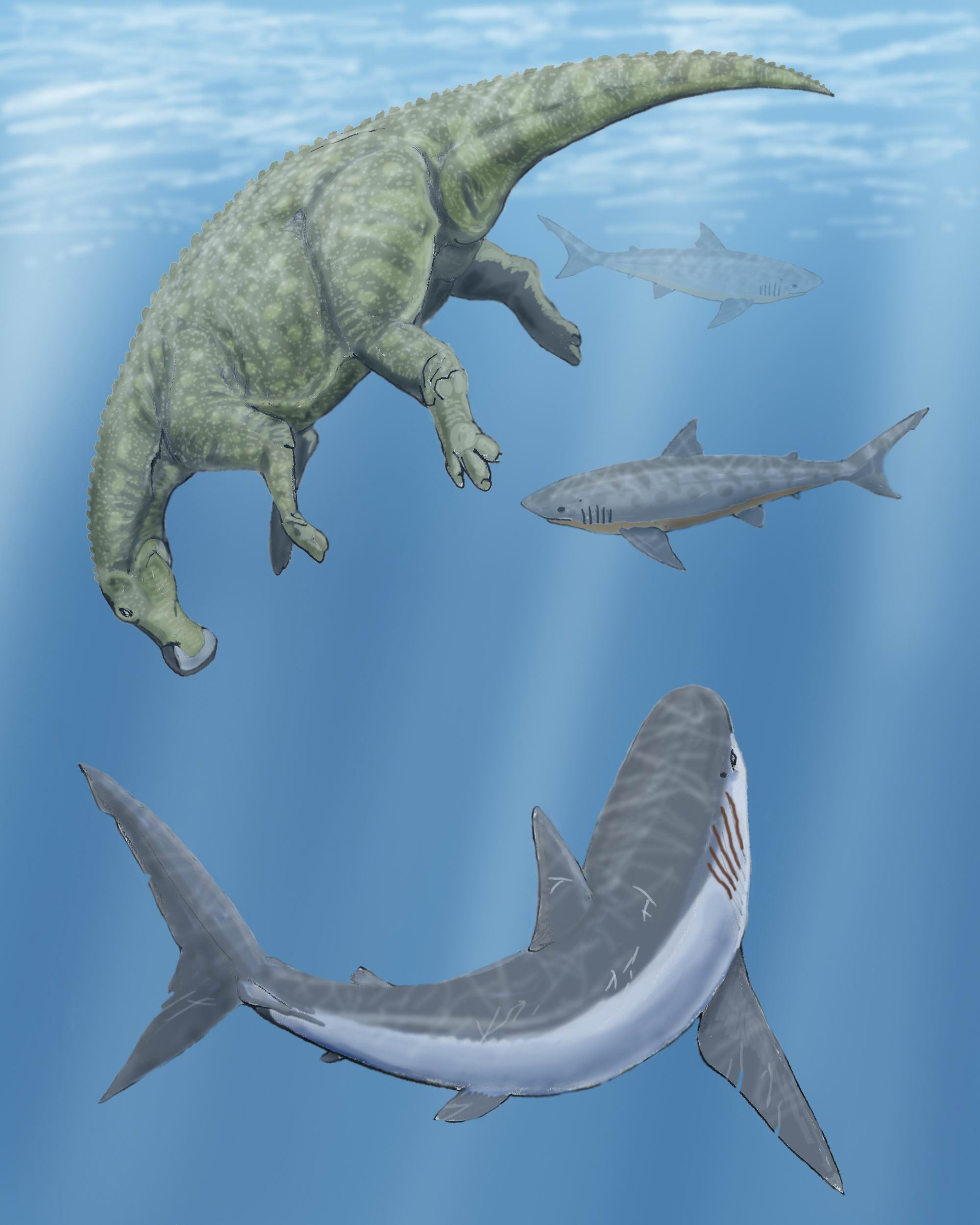
Een Cretoxyrhina en twee Squalicorax benaderen een dode Claosaurus

De Western Interior Seaway, Engels voor Westelijke Interne Zeestraat, is een voormalige zeestraat uit het Laat-Krijt die Noord-Amerika in twee delen splitste.

## Geografie
Van circa 100 tot 66 miljoen jaar verbond de Western Interior Seaway de Arctische Oceaan met de Caribische Zee. Hierdoor werd Noord-Amerika in twee subcontinenten opgedeeld: Laramidia in het westen en Appalachia in het oosten. Met het verdwijnen van de zeestraat bij de overgang van het Mesozoïcum naar het Kenozoïcum werd Noord-Amerika weer één continent.

## Fauna
De Western Interior Seaway was een ondiepe zee met een rijk zeeleven. De grootste roofdieren waren mariene reptielen zoals plesiosauriërs als Elasmosaurus en mosasauriërs als Tylosaurus. Ook grote zeeschildpadden zoals Archelon leefden in de Western Interior Seaway. Tot de ichthyofauna behoorden haaien zoals Cretoxyrhina en Squalicorax, en beenvissen zoals Enchodus en Xiphactinus. Andere belangrijke zeedieren waren de inktvisachtigen zoals ammonieten en belemnieten. De Western Interior Seaway was ook het jachtgebied van visetende pterosauriërs als Pteranodon en verschillende vroege zeevogels zoals Hesperornis en Ichthyornis. De bekendste vindplaats van fossielen van het mariene leven van de Western Interior Seaway is de Niobrara-formatie.
Langs de randen van de Western Interior Seaway lagen in wat nu de Verenigde Staten zijn subtropische kustgebieden en hier zijn diverse formaties afgezet. De Hell Creek- en Lance Creek-formatie zijn hiervan de bekendste, waar fossielen van onder meer Tyrannosaurus rex, Triceratops,  Ankylosaurus en Didelphodon zijn gevonden. 